# Wildsee (Seefeld)
Der Wildsee, gelegentlich auch Seefelder See oder Seefelder Wildsee genannt, ist ein See bei Seefeld in Tirol. Er hat eine Fläche von 6,1 ha und eine maximale Tiefe von 5,1 m. Die Seefläche liegt zur Gänze auf Seefelder Gemeindegebiet, das Süd- und das Westufer gehören zur Gemeinde Reith bei Seefeld. 
Gespeist wird er von dem unterhalb des Seefelder Jochs entspringenden Haglbach, der im Südosten mündet, sowie von Wasser aus dem Reither Moor und anderen kleineren Quellen. Sein Einzugsgebiet beträgt knapp 7 km². Der Abfluss erfolgt nach Norden über den Seebach in die Isar. 
Am Ostufer des Sees finden sich kleinere Schilf- und Seggenbestände, am Westufer reicht der Mischwald bis an den See heran. Südlich des Sees breitet sich das Reither Moor aus, ein aus der Verlandung des Wildsees hervorgegangenes, mit Latschen durchsetztes Hochmoor. 1926 wurde der See zum Naturdenkmal erklärt. Das Südufer ist zusammen mit dem Reither Moor Naturschutzgebiet.
Der Wildsee gab vermutlich dem 1022 erstmals erwähnten Ort Seefeld seinen Namen. Kaiser Maximilian I. nutzte ihn für die Fischzucht und ließ Lampreten einsetzen, weshalb der See auch den Namen Lampretensee trug. Die Zucht der damals beliebten Speisefische hielt sich aber nur für wenige Jahrzehnte. Heute ist der Wildsee ein beliebter Badesee mit zwei Strandbädern. Limnologischen Untersuchungen zufolge weist der See einen geringen bis mäßigen Nährstoffgehalt auf. Aufgrund des moorigen Charakters des Sees beträgt die Sichttiefe nur etwa 1 bis 3 m, die Badegewässerqualität wurde 2013 als ausgezeichnet eingestuft.
Der Wildsee ist durch den Sedimenteintrag des Haglbachs von Verlandung bedroht. Zukünftig soll ein östlich der Innsbrucker Straße ausgebaggerter Teich diese Sedimente aufnehmen. Auch eine Vergrößerung des Wildsees selbst steht zur Debatte.

## Bilder

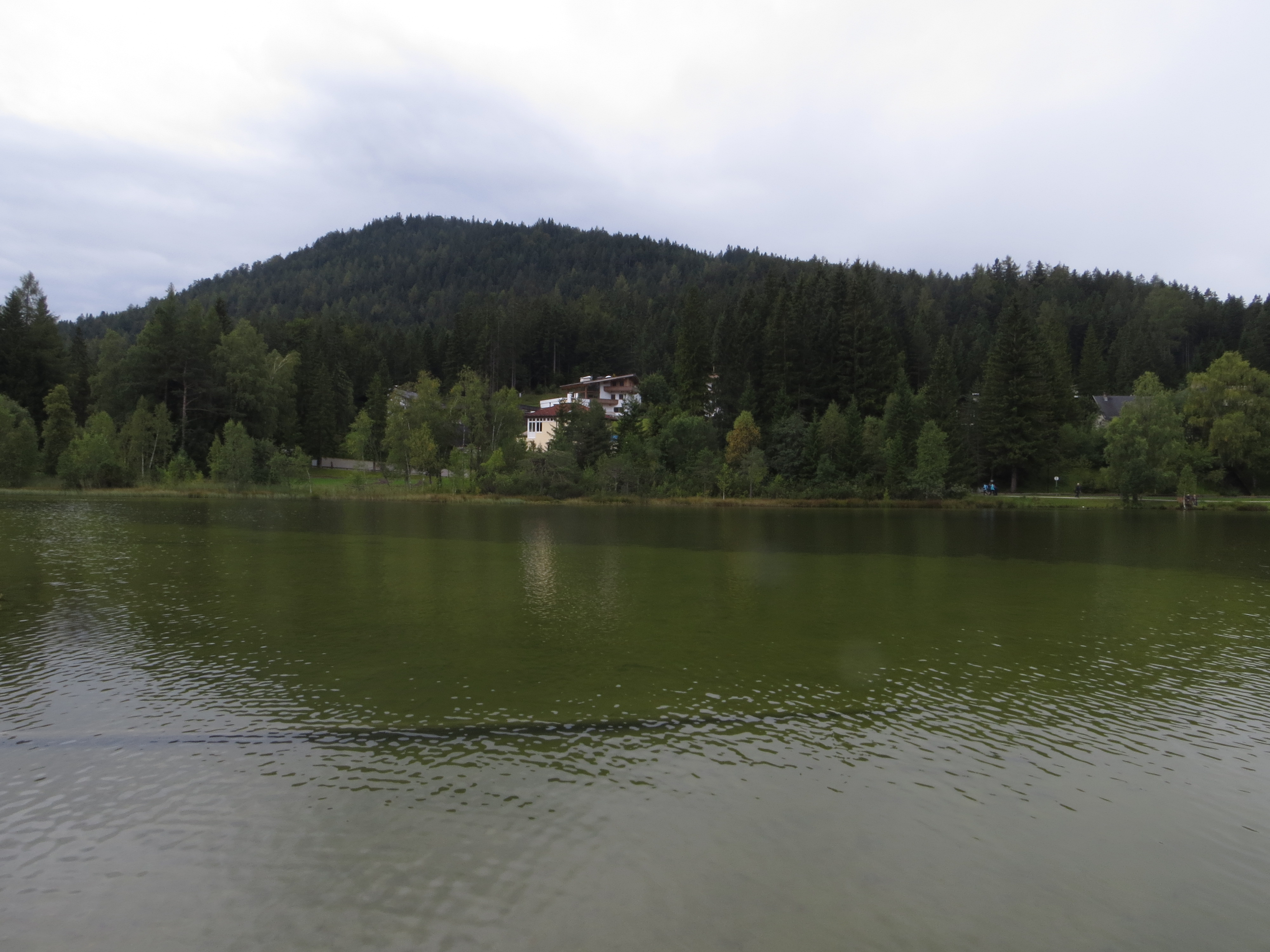
Der Wildsee Richtung Südwesten mit dem Gschwandtkopf
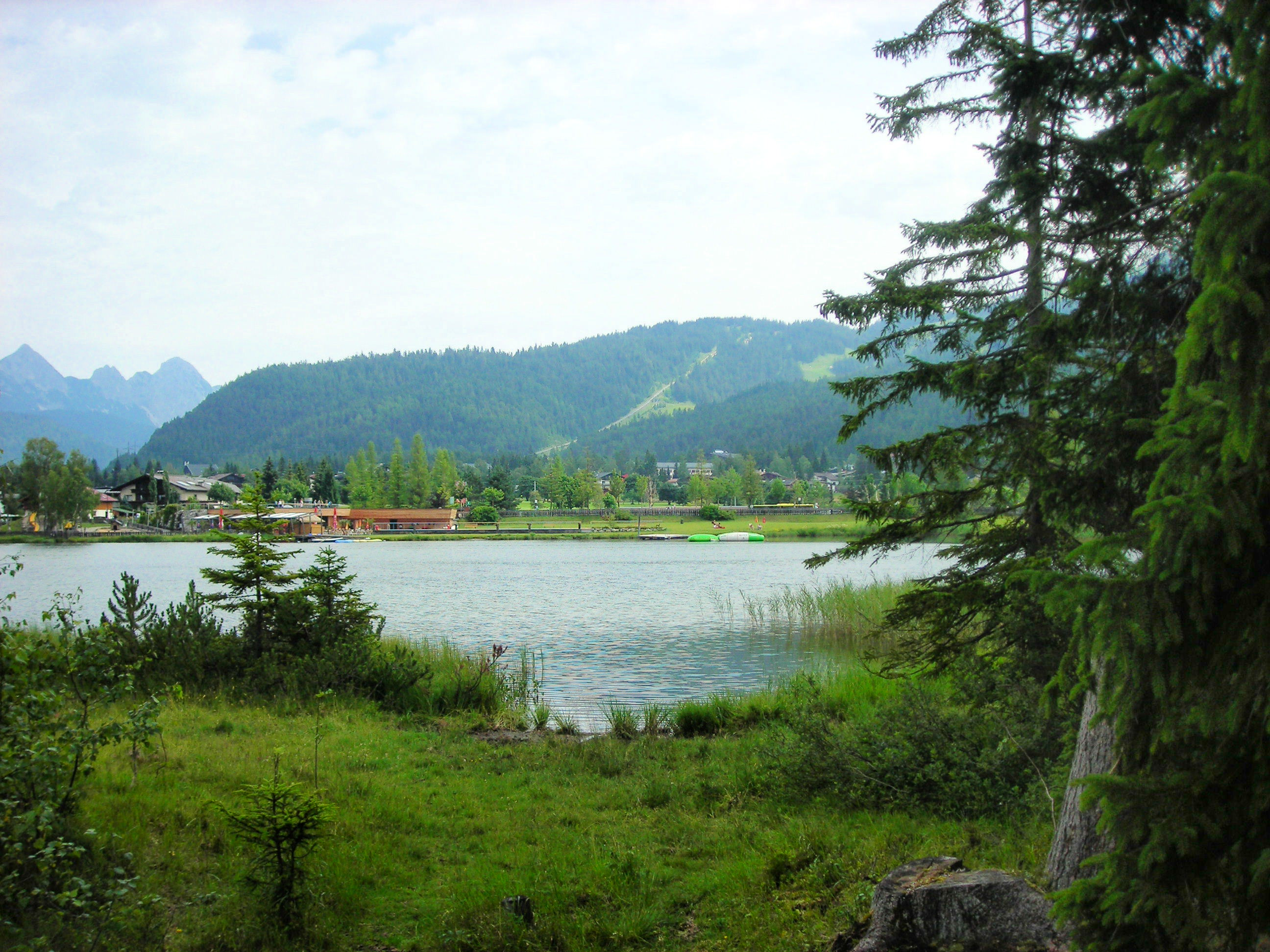
Blick vom Westufer zum Strandbad
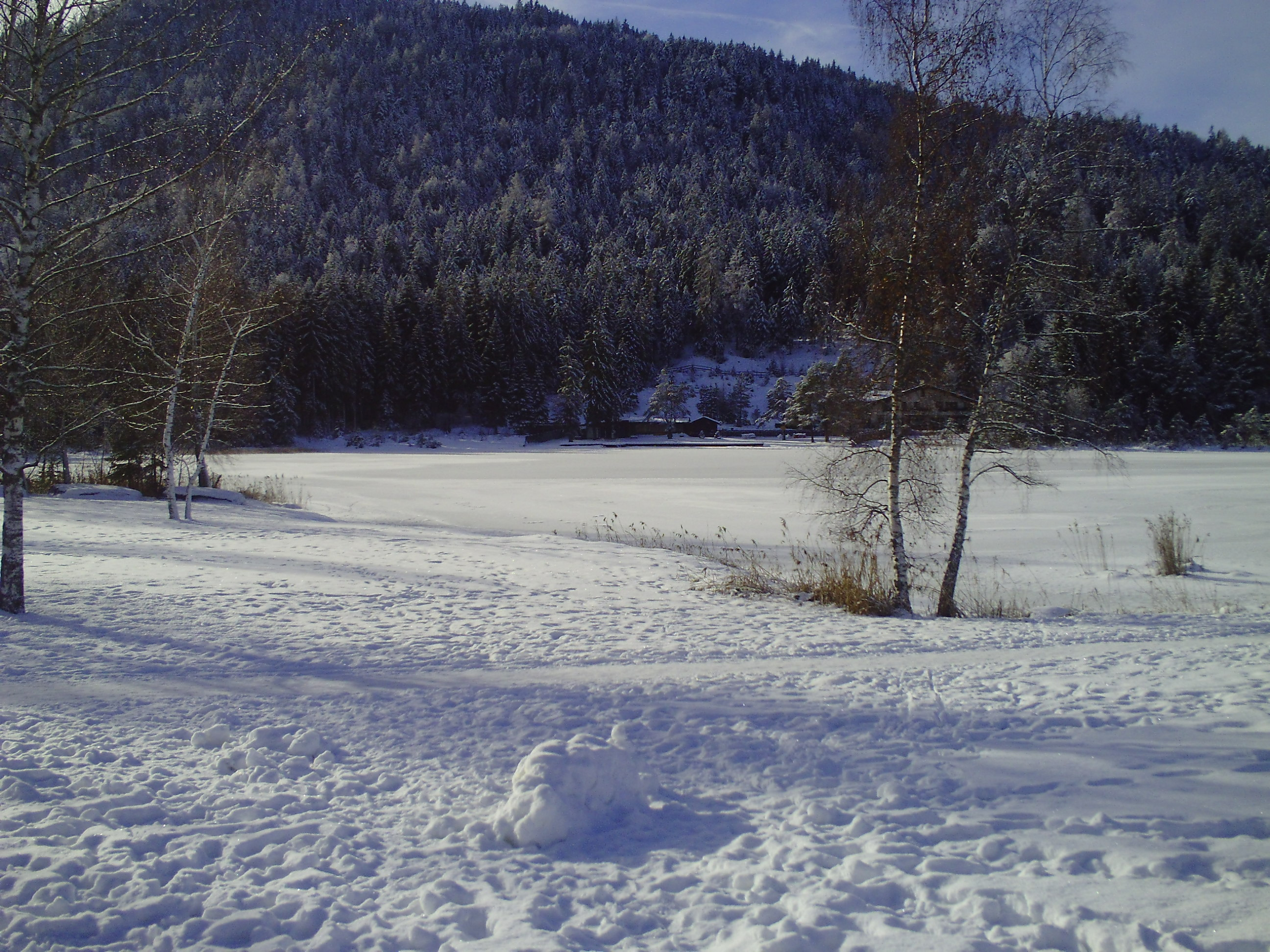
Der zugefrorene Wildsee im Winter